# 산조케이한역
산조케이한역(일본어: 三条京阪駅)은 일본 교토부 교토시 히가시야마구에 있는 교토 시영 지하철 도자이 선의 역이다. 역 번호는 T11이다.
게이한 전기철도(게이한) 게이한 본선・오토 선의 산조역과 지하 개찰구 외 대합실을 통해서 연결되어 있다.

## 역사
역 시설은 제3섹터인 교토 고속철도 주식 회사가 건설했다.

### 연표
- 1997년 10월 12일: 교토 시영 지하철 도자이 선의 다이고 ~ 니조 역간 개통과 동시에 영업 개시.
- 2007년 4월 1일: IC카드 "PiTaPa"의 사용 개시.

## 역 구조
승강장은 지하 4층에 있는 다른 도자이 선의 역과 마찬가지로 섬식 승강장 1면 2선의 구조로 스크린도어가 설치되어 있다.
도자이 선 역은 역마다 정거장 색깔이 제정되어 있으며, 본 역의 스테이션 컬러는 ■모란색이다.

### 승강장
| 1 | 도자이 선 | 가라스마오이케・우즈마사텐진가와 방면       |
| 2 | 도자이 선 | 미사사기・야마시나・로쿠지조・하마오쓰 방면 |

## 역 주변
- 산조 대교
- 산조 명점가
- 마루야마 공원
- 지온인
- 게이한산조 레스트 컴플렉스 교엔
- 데라마치 상점가
- 신쿄고쿠 상점가
- 게이한산조 포렴가
- 지하 콩코스
- 폰토초 가무 훈련장
- 교토 산조 대교 우체국
- 히가시야마 경찰서 산조오하시히가시 파출소

## 사진

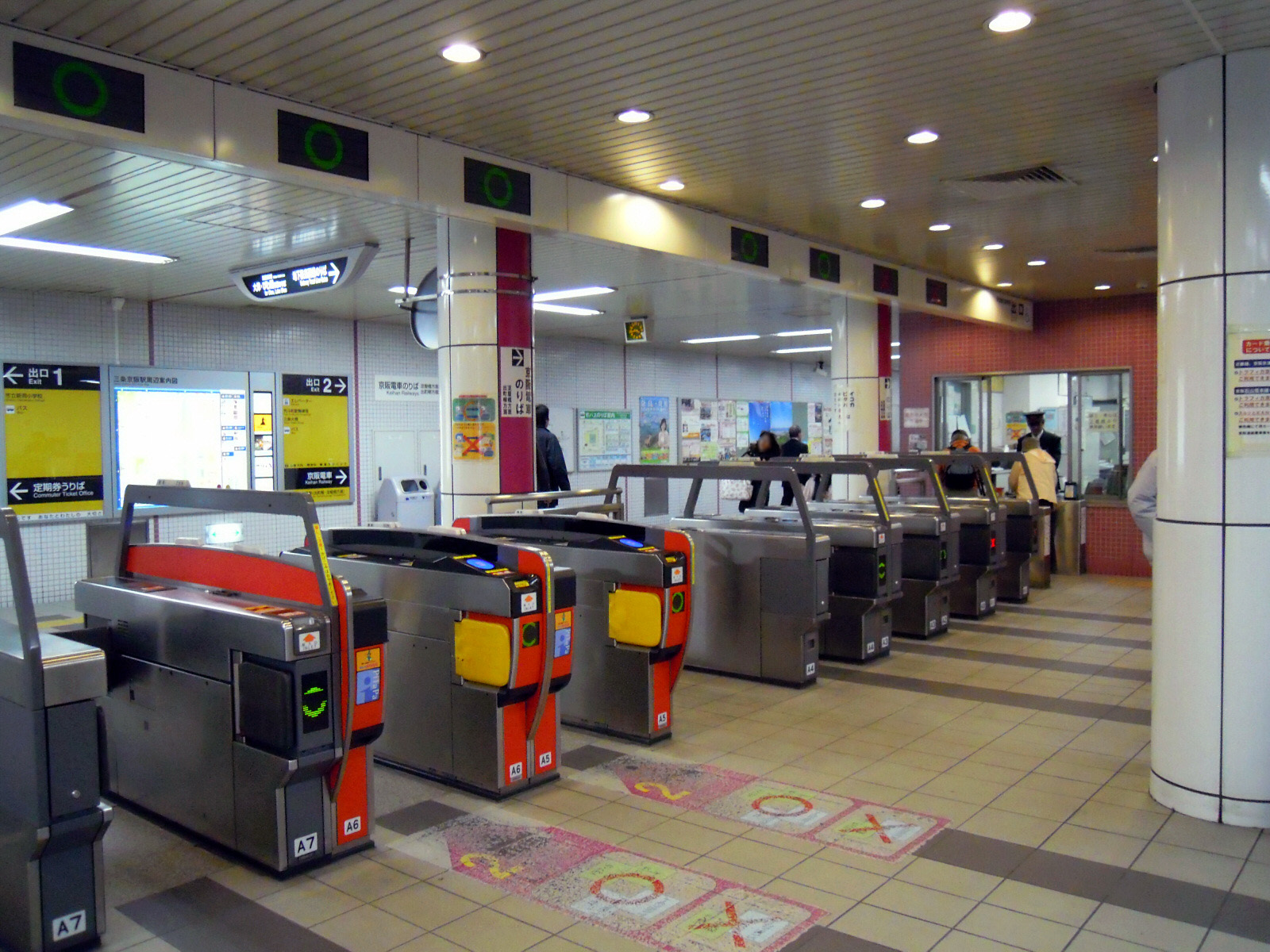
대합실
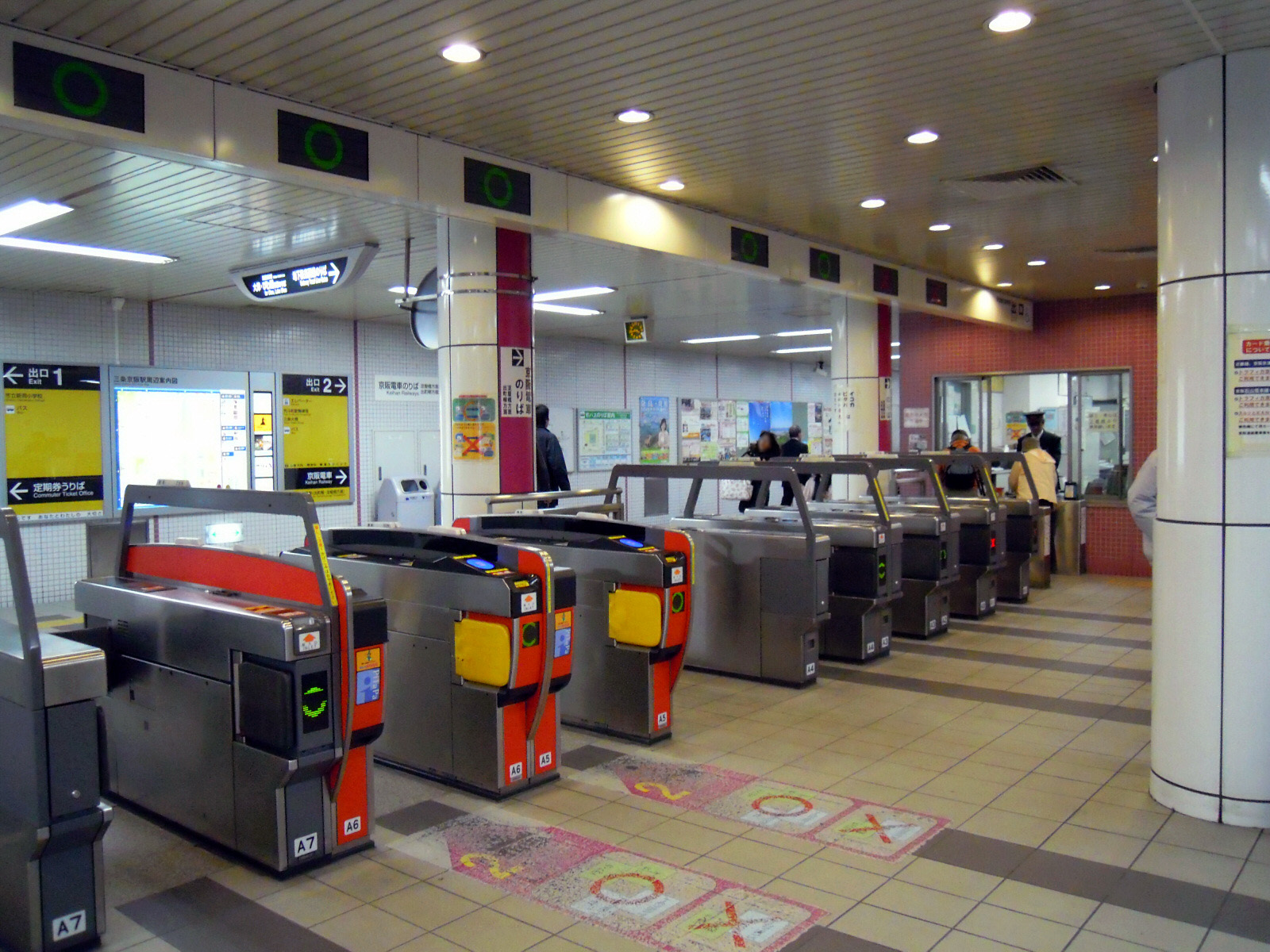
개찰구

## 인접역
| 교토 시 교통국 도자이 선     | 교토 시 교통국 도자이 선 | 교토 시 교통국 도자이 선                   |
| ---------------------------- | ------------------------ | ------------------------------------------ |
| T10 히가시야마 로쿠지조 방면 |                          | 교토시야쿠쇼마에 T12 우즈마사텐진가와 방면 |